# The Black and White Album
The Black and White Album é o quarto álbum de estúdio da banda sueca The Hives, lançado no dia 13 de Outubro de 2007 no Reino Unido e no dia 13 de Novembro de 2007 nos Estados Unidos.

## Faixas
1. "Tick Tick Boom" - 3:25
2. "Try It Again" - 3:29
3. "You Got It All... Wrong" - 2:42
4. "Well All Right!" - 3:29
5. "Hey Little World" - 3:22
6. "A Stroll Through Hive Manor Corridors" - 2:37
7. "Won't Be Long" - 3:46
8. "T.H.E.H.I.V.E.S." - 3:37
9. "Return the Favour" - 3:09
10. "Giddy Up!" - 2:51
11. "Square One Here I Come" - 3:10
12. "You Dress Up for Armageddon" - 3:09
13. "Puppet on a String" - 2:54
14. "Bigger Hole to Fill" - 3:37